# Scott McCloud
Scott McCloud (nascido Scott McLeod, Boston, Massachusetts, 10 de junho de 1960) é um quadrinista americano e defensor dos quadrinhos como uma forma literária e de arte autônoma.

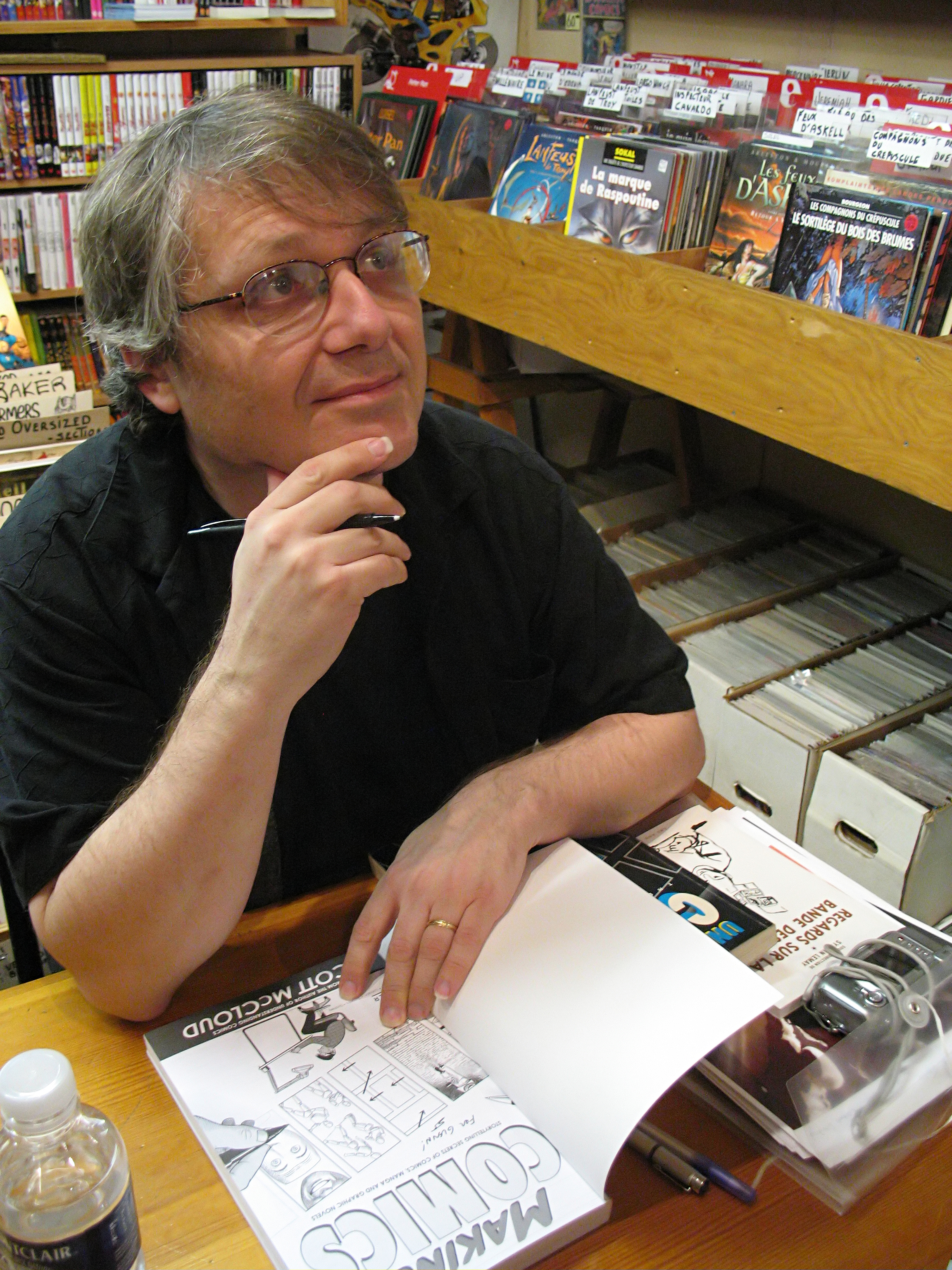
Scott McCloud em Montreal, Quebec, 2006.

## Biografia
McCloud começou a destacar-se como autor de quadrinhos com a série de ficção científica "Zot!", publicada entre 1984 e 1990 pela Eclipse Comics. Seu trabalho na série lhe rendeu uma indicação ao Eisner Award de "Melhor Escritor e Desenhista" em 1988.
Seus outros trabalhos em quadrinhos impressos incluem Destroy!!, a graphic novel The New Adventures of Abraham Lincoln  e o roteiro de 12 edições de Superman Adventures da DC Comics (revista em quadrinhos baseada na série animada Superman: The Animated Series produzida por Bruce Timm), a minissérie Superman: Strength, e sua graphic novel The Sculptor, lançada em 2015.
Sua popularidade, no entanto, é maior como teórico dos quadrinhos, devido aos seus livros "Desvendando os Quadrinhos" (Understanding Comics: The Invisible Art), de 1993 e "Reinventando os Quadrinhos" (Reinventing Comics: How Imagination and Technology Are Revolutionizing an Art Form), de 2000. Em 2006, ele publicou "Desenhando Quadrinhos" (Making Comics: Storytelling Secrets of Comics, Manga and Graphic Novels). Nessas obras, todas apresentadas como história em quadrinhos, McCloud aborda todo processo de criação de histórias nesse formato, analisando-o tanto pelos aspectos conceitual e artístico como também pelo técnico e comercial.
Soctt McCloud foi também um dos pioneiros na produção de Webcomics e idealizador do conceito de 24 horas de quadrinhos  (24-hour comic), em que um único artista trabalha durante 24 horas ininterruptas criando uma história de 24 páginas. A ideia, que surgiu de um desafio pessoal com o cartunista Stephen Bissette, desde então angariou um número significativo de adeptos.
Em 1º de setembro de 2008, para divulgar o lançamento do navegador Google Chrome, a Google publicou na Internet um press release em formato de quadrinhos desenhado por McCloud.

## Recepção e legado
McCloud tem sido chamado de "Marshall McLuhan dos quadrinhos".

## Obras
- Zot!
  - Zot!: Book One (Eclipse Books, 1991)
  - Zot!: Book Two (Issues 11-15 & 17-18) (Kitchen Sink Press, 1998)
  - Zot!: The Complete Black and White Collection: 1987-1991 (Harper Paperbacks, 2008)
- Understanding Comics
  - Understanding Comics: The Invisible Art (1993)
  - Reinventing Comics: How Imagination and Technology Are Revolutionizing an Art Form (2000)
  - Making Comics: Storytelling Secrets of Comics, Manga and Graphic Novels (2006)
- The New Adventures of Abraham Lincoln (Image Comics,  1998)
- 24 Hour Comics (editor) (About Comics, 2004)
- Destroy!! (Oversized Edition) (Eclipse Books,  1986)
- The Sculptor (First Second, 2015)
- The Cartoonists' Club (Scholastic, 2025; roteiro; arte de Raina Tegelmeier)[8]